# 蔡汶植
蔡 汶植（チェ・ムンシク、朝鮮語: 채문식、1925年1月16日 - 2010年6月26日）は、大韓民国の政治家、官僚、ジャーナリスト。第8・9・10・11・12・13代大韓民国国会議員、第11代国会後半期の国会議長。本貫は仁川蔡氏。字は華邦（ファバン、화방）、号は又癡（ウチ、우치）。

## 経歴
日本統治時代の慶尚北道聞慶郡出身。1943年に中央高等学校を卒業した後、京城帝国大学に入り、1948年にソウル大学校文理大学政治学科を卒業した。大学卒業後は中央高等学校教師、信興専門学校講師を経て、漢城日報の記者として活動した。1949年に聞慶郡守、1953年に善山郡守を歴任した。1958年にアメリカン大学大学院公共行政学課程を修了し、帰国後に内務部財政課長を務めた。
1960年に明知大学校教授、在職中に民国日報の東京特派員として活動した。1963年に政界入りして、国民の党財政部長・総務部長、新民党事務処長を務めた。1971年7月に第8代総選挙で全国区から国会議員に当選した後は新民党の広報担当を務めた。1980年の国家保衛立法会議では旧野党の代表として議員に選任された、これをきっかけに新軍部の民主正義党に参加し、代表委員を務めた。その後は国会副議長、国会議長、第70回列国議会同盟総会議長、民正党全党大会議長、国会改憲特委委員長、民正党改憲特委委員長、民正党常任顧問、南北国会会談首席代表を歴任した。
1992年の大統領選挙の時は民主自由党の金泳三の候補選出に反対し離党し、李鍾賛系の新韓国党創党準備委員長として参加した。その後は国民党共同代表・最高委員として活動し、1992年12月に離党した。政界引退後に韓国政治発展研究会顧問、学校法人高麗中央学院理事長、大韓民国憲政会第11代会長を歴任した。